# Christoph von Schmidt-Phiseldeck
Christoph von Schmidt-Phiseldeck (auch: Christoph Schmidt, genannt Phiseldek, * 9. Mai 1740 in Northeim; † 9. September 1801 in Wolfenbüttel) war ein deutscher Jurist, Archivar und Autor von Schriften über Russland.

## Leben
Christoph Schmidt war der Sohn des Stadtkämmerers von Northeim Konrad Christoph Wiegman Schmidt und der Clara Friederike Rumann. Da sein Vater schon früh verstarb, kümmerte sich auch sein Onkel Johann Levin Christoph Rumann, Oberamtmann in Calenberg und Northeim, um seine Erziehung. Er studierte ab 1757 an der Universität Göttingen Rechtswissenschaften bei Georg Ludwig Böhmer, Johann Stephan Pütter und Gustav Bernhard Becmann. Auf Anton Friedrich Büschings Empfehlung hin wurde er 1759 Hofmeister bei den Söhnen des russischen Politikers Burkhard Christoph Graf von Münnich, die zu der Zeit nach Wologda verbannt waren. Mit der wieder begnadigten Familie Münnich hielt er sich 1762 ein weiteres halbes Jahr in St. Petersburg auf. Schmidt eignete sich in dieser Zeit die russische Sprache an.
Zurück in Göttingen setzte er sein Jurastudium fort und wurde 1764 mit der Dissertation „De variis legum positivarum speciebus earum interpretatione et ad facta occurrentia adplicatione“ promoviert. An der Universität Helmstedt hielt er 1764 Vorlesungen und erhielt 1765 die Professur für Staatsrecht und Geschichte am Collegium Carolinum in Braunschweig. Zeitweise unterrichtete er den jungen Herzog Leopold. Er war auch kurze Zeit an der Herausgabe der Zeitung Gelehrte Beyträge zu den Braunschweigischen Anzeigen beteiligt. 
1779 wechselte er als Archivar an das Herzogliche Landeshauptarchiv in Wolfenbüttel und rückte nach dem Tod Siegmund Ludwig Wolterecks (1725–1796) zum ersten Archivar auf. 1784 wurde er zum Hofrat ernannt. Er leitete zeitweise auch die Herzogliche Bibliothek in Wolfenbüttel.
Am 24. April 1789 wurde er von Kaiser Joseph II. in den erblichen Adelstand erhoben. Unter seinen Kindern waren die Staatsbeamten Konrad von Schmidt-Phiseldeck (1770–1832) und Justus von Schmidt-Phiseldeck (1769–1851). 
Schmidt veröffentlichte 1770 die zweiteiligen Briefe über Rußland, 1773 einen Versuch einer neuen Einleitung in die russische Geschichte und anonym Materialien zur russischen Geschichte. Zur Geschichtswissenschaft verfasste er eine Neubearbeitung des Hederichschen Handbuchs der vornehmsten historischen Wissenschaften (1782) und schrieb ein Repertorium der Geschichte und Staatsverfassung von Teutschland nach Anleitung der Häberlin’schen ausführlichen Reichshistorie (Halle 1789–94). Daneben übersetzte Schmidt auch aus dem Französischen und schrieb Rezensionen für die Lemgoer Auserlesene Bibliothek der neuesten deutschen Litteratur, für die Allgemeine deutsche Bibliothek und für die Allgemeine Literaturzeitung.

## Schriften (Auswahl)
- Joachim Dietze (Hrsg.): Christoph Schmidt, gen. Phiseldek: Kurzes russisch-teutsches und teutsch-russisches Wörterbuch.  Halle (Saale) : Wissenschaftliche Beiträge / Martin-Luther-Universität Halle-Wittenberg, 1978